# Леа Сміт
Леа Сміт (англ. Leah Smith, нар. 19 квітня 1995, Піттсбург, Пенсільванія, США) — американська плавчиня, олімпійська чемпіонка та бронзова призерка Олімпійських ігор 2016 року, чемпіонка світу.

## Виступи на Олімпійських іграх
| Олімпіада | Дисципліна             | Місце |
| --------- | ---------------------- | ----- |
| Ріо 2016  | 400 м вільним стилем   | 3     |
| Ріо 2016  | 4x200 м вільним стилем | 1     |